# Lusignan Mária örmény királyné
Lusignan Mária (Ciprus, 1293/94 – Kis-Örményország (Kilikia), 1309. október 10. után) vagy más néven Ágnes vagy Amiota, örményül: Մարիա Լուսինյան, franciául: Marie (Agnès) de Lusignan, görögül: Μαίρη της Κύπρου, ciprusi királyi hercegnő és örmény királyné. III. Leó örmény király felesége. Lusignan János örményországi régens nővére és V. Leó örmény király nagynénje, bár ez az unokaöccse jóval a halála után született. A Lusignan(-Poitiers)-ház örmény ágának a tagja.

## Élete
A francia eredetű Lusignan(-Poitiers)-család Cipruson uralkodó dinasztiájának örmény ágából származott. Apja Lusignan Amalrik (1270/72–1310) ciprusi királyi herceg, Türosz ura, Ciprus kormányzója. Anyja Izabella örmény királyi hercegnő (1276/77–1323), II. Leó örmény királynak (1236-1289), aki I. Izabella örmény királynő és I. Hetum örmény király fia volt, és Lamproni Küra Annának (–1285) a házasságából született.
Lusignan Máriát 12 évesen 1305-ben vagy 1306-ban elsőfokú unokatestvéréhez, III. Leó (1289–1307) örmény királyhoz adták feleségül. A királyi párt 1306. július 30-án koronázták Örményország királyává és királynéjává. A következő évben azonban a mongol–örmény szövetség és jóbarátság ellenére férjét, III. Leót Bilarghu mongol tábornok meggyilkoltatta a kis-örményországi Anazarbéban kíséretével és régens nagybátyjával, a korábbi örmény királlyal, II. Hetummal (1266–1307) együtt 1307. november 7-én. Éppen a mongol–örmény szövetség miatt a mongolok nem hagyhatták megbosszulatlanul, ezért a mongol tábornokot később Öldzsejtü perzsa ilhán parancsára kivégezték. Az így megözvegyült kis királyné ekkor ciprusi hazájába tért vissza, majd 1309-ben újra Örményországba ment, de ez az utolsó említés róla, így valószínűleg hamarosan, még szülei életében meghalt, és szülei tragikus halálát már nem érte meg.